# Namaacha

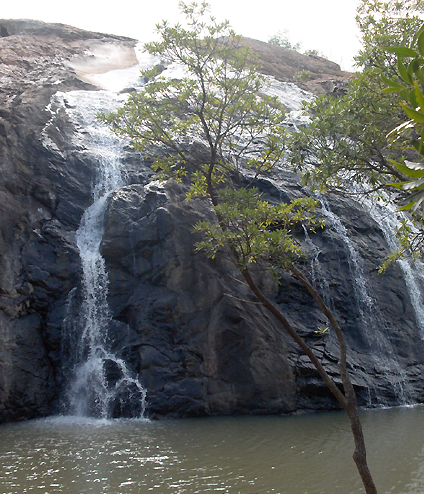
Cascata da Namaacha

A Namaacha é uma vila do sul de Moçambique (província de Maputo), 76 km a oeste da capital, Maputo. É sede do distrito do mesmo nome. O nome Namaacha deriva de Lomahacha, um antigo soberano da região.
A povoação foi elevada à categoria de vila em 20 de abril de 1964. A 2 de abril de 2008, o governo moçambicano anunciou a criação do município da Namaacha, no âmbito da expansão do processo de autarcização do país a 10 novas vilas, uma em cada província. Na sequência das eleições autárquicas de 2008, Jorge Tinga, eleito pelo Partido Frelimo, foi empossado como primeiro Presidente do Conselho Municipal da Namaacha, a 29 de janeiro de 2009.
A vila situa-se num planalto da cordilheira dos Montes Libombos, junto às fronteiras da África do Sul e do Essuatíni, dispondo de um posto fronteiriço rodoviário com este último país.
De acordo com o Censo de 1997, a população era de 10 010 habitantes. As atividades económicas mais importantes da Namaacha são o comércio e o turismo. Para este último, existem vários restaurantes e hotéis, um dos quais com casino.
A Namaacha tem os seguintes locais de interesse:
- Cascata;
- Santuário de Nossa Senhora de Fátima, inaugurado a 29 de Agosto de 1944 e onde a 13 de maio de cada ano se realiza uma peregrinação;
- Academia Mário Coluna, uma instituição dedicada à formação de jovens futebolistas.

## Relações internacionais
Na década de 1960, Danúbio Nunes, cidadão português residente na Namaacha, publicitou a máxima Faça da Namaacha a Sintra de Moçambique, dadas algumas características da povoação, como o clima, a altitude e a proximidade da capital, que, de certa forma, a tornavam comparável à pitoresca e histórica vila de Sintra. Esta circunstância poderá estar na origem da geminação da Namaacha com Sintra.[carece de fontes?]

## Ligação externa
Namaacha no Google Maps